# Українсько-сінгапурські відносини
Республіка Сінгапур визнала незалежність України 2 січня 1992. Дипломатичні відносини були встановлені 31 березня 1992.

## Політичні відносини між Україною та Республікою Сінгапур
У 1994 відбувся перший візит української делегації на чолі з заступником Міністра закордонних справ України до Республіки Сінгапур.
У 2002, під час перебування в Сінгапурі делегації на чолі з заступником Державного секретаря МЗС України, було погоджено питання про відкриття в Сінгапурі Посольства України. Приміщення дипустанови було урочисто відкрито у ході першого офіційного візиту до Сінгапуру Міністра закордонних справ України (7-9 липня 2003).
У 1997, 2002, 2005, 2008 та 2010 рр. під час заходів високого рівня у рамках ООН мали місце контакти між керівниками зовнішньополітичних відомств України та Сінгапуру.
У 2005, 2008, 2009, 2010 проходили українсько-сінгапурські політичні консультації на рівні заступників міністрів закордонних справ двох країн.
У січні 2007 відбувся візит до Сінгапуру першого Віце-прем'єр-міністра, Міністра фінансів України.
У квітні 2009 створено депутатську групу Верховної Ради України з міжпарламентських зв'язків з Сінгапуром.
У січні 2010 року відбувся робочий візит Міністра закордонних справ України до Сінгапуру. В жовтні 2010 року в Україні було зареєстроване Товариство Українсько-сінгапурської дружби (ліцензія Мінюсту отримана у лютому 2011).
19-22 вересня 2010, на запрошення Прем'єр-міністра України М.Азарова, відбувся візит в Україну Міністра-ментора Республіки Сінгапур Лі Куан Ю (у статусі особливого гостя). Цей візит став першим офіційним відвіданням нашої країни високою посадовою особою Сінгапуру.
На розвиток цього візиту Президент Сінгапуру направив Президенту України В.Януковичу запрошення здійснити державний візит до Сінгапуру, а делегація Республіки Сінгапур на чолі зі Спеціальним посланником Сінгапуру в Україні Т.Сіддікі відвідала Україну 23-26 лютого 2011 для визначення найперспективніших напрямів співробітництва.

## Політичні відносини між Україною та Республікою Сінгапур на рівні глав держав
Перший в історії двосторонніх відносин президентський візит до Сінгапуру пройшов 27-29 березня 2011. За його підсумками було визначено основні домовленості сторін на перспективу (відображені у відповідній Спільній заяві).

## Співпраця між Україною та Сінгапуром у рамках міжнародних організацій
Продуктивною є співпраця між Україною та Сінгапуром у рамках міжнародних організацій. У 1996 Сінгапур став співавтором підготовленої делегацією України резолюції Генеральної асамблеї ООН стосовно захисту персоналу ООН.
У 2000–2001 плідною була взаємодія у РБ ООН делегацій України і Республіки Сінгапур як її непостійних членів.
Сторони регулярно підтримують одна одну на виборах до органів ООН та інших міжнародних організацій. Приміром, Сінгапур голосував за кандидатуру України на виборах до Ради з прав людини на період 2008–2011.
Відсутність будь-яких проблемних питань принципового значення є сприятливою передумовою для всебічного розвитку двосторонніх відносин між країнами.

## Культурно-гуманітарне співробітництво між Україною та Сінгапуром
Відкриття у січні 2003 Посольства України в Сінгапурі надало певного імпульсу двосторонній співпраці у культурно-гуманітарній сфері. За участі дипустанови було проведено низку заходів, спрямованих на ознайомлення громадськості Сінгапуру з історією, традиціями, мистецтвом та культурним надбанням України.
У серпні 2005 Посольство взяло участь у фестивалі «Святкуй, Сінгапур!», присвяченому 40-й річниці незалежності країни. Українська експозиція ознайомила мешканців Сінгапуру з культурою, традиціями та туристичним потенціалом нашої країни. Український стенд відвідав Президент Сінгапуру С. Р. Натан.
У грудні 2005 у Сінгапурі проведено Дні української культури, в ході яких у центральній концертній залі країни пройшли виступи Державного камерного ансамблю «Київські солісти».
У березні 2006 у сінгапурській початковій школі «Рівер Веллі» було організовано День України, у ході якого демонструвалися фільми про нашу державу, проведено вікторину «Що ти дізнався про Україну».
У травні 2006 у Сінгапурському інституті менеджменту пройшла виставка голограм «Стародавнє золото України», організована спільно Національним музеєм історії України та МЦ «Інститут прикладної оптики» НАН України.
Подією культурно-гуманітарного співробітництва між Україною та Республікою Сінгапур 2008 року стало проведення 24 квітня — 14 травня Днів культури України в Сінгапурі. Захід було організовано та проведено за сприяння Міністерства культури і туризму України та Міністерства інформації, зв'язку і мистецтв Республіки Сінгапур. У рамках Днів з 24 квітня до 9 травня в Центральному будинку мистецтв Сінгапуру пройшла виставка сучасного українського живопису відомих авторів Дмитра та Євгенії Гапчинських, українських історико-етнографічних ляльок члена Національної спілки майстрів народного мистецтва Тетяни Федорової, а також експозиція ілюстрованих книг українського видавництва «Абабагаламага», виданих англійською мовою. Частина колекції ляльок майстра Тетяни Федорової передана як українська експозиція сінгапурському музею іграшок «МІНТ», а книги видавництва «Абабагаламага» — Національній бібліотеці Сінгапуру.
За відгуками сінгапурців, Дні культури багатьом з них уперше дали можливість дізнатися про багатовікову культурну спадщину українського народу.
У рамках підготовки до Юнацьких олімпійських ігор (Сінгапур, серпень 2010 р.) у сінгапурській середній школі «Гейленг Методист Скул» було проведено День України. Цей навчальний заклад підтримує партнерські зв'язки з однією зі шкіл Києва.
У серпні 2010 відбувся VII щорічний сінгапурський фестиваль спадщини, приурочений до проведення Юнацьких олімпійських ігор. Одним із основних заходів фестивалю стала виставка «Світові культури через національне вбрання», на якій, за сприяння Національного олімпійського комітету України, були представлені українські національні костюми.
Творчий колектив Сінгапурського театру Китайської опери у складі 23 осіб взяв участь у ІІІ Міжнародному театральному фестивалі «Театр. Чехов. Ялта»
(м. Ялта 11-18 вересня 2010).
У жовтні 2010 Україну відвідала делегація Ради туризму Сінгапуру з метою ознайомлення з туристичним потенціалом нашої країни та опрацювання питань сприяння туристичним обмінам між Україною та Республікою Сінгапур.